# 代滕
代滕是德国下萨克森州的一个市镇。总面积43.30平方公里，总人口2686人，其中男性1342人，女性1344人（2011年12月31日），人口密度62人/平方公里。